# Ceratopycnis clematidis
Ceratopycnis clematidis är en svampart som beskrevs av Höhn. 1915. Ceratopycnis clematidis ingår i släktet Ceratopycnis, divisionen sporsäcksvampar och riket svampar.   Inga underarter finns listade i Catalogue of Life.